# Хорњи Лукавице
Хорњи Лукавице (чеш. Horní Lukavice) је насељено мјесто са административним статусом сеоске општине (чеш. obec) у округу Плзењ-југ, у Плзењском крају, Чешка Република.

## Становништво
Према подацима о броју становника из 2014. године насеље је имало 399 становника.